# Tiago Matos
Tiago Matos (Almada, 21 de junho de 1986) é um escritor, argumentista e editor português.

## Biografia
Formado em Marketing pelo ISCTE, trabalhou vários anos como redator, editor, revisor e consultor, desenvolvendo revistas, blogues e outras publicações.
Entre 2015 e 2023, e novamente a partir de 2024, coordenou a revista Estante, da FNAC, através da qual conquistou três prémios internacionais, nos European Design Awards 2016, Content Marketing Awards 2016 e German Design Awards 2017.
Foi também o coordenador da revista +Vida, da CUF, distinguida com dois Prémios Meios & Publicidade para melhor publicação institucional, em 2017 e 2019, e um bronze nos Prémios Lusófonos da Criatividade em 2019. Colaborou ainda em vários outros projetos para empresas como BiG (Prémio Meios & Publicidade para melhor blogue de 2019), Zurich ou Médis.
Em 2023, escreveu a sua primeira longa-metragem, uma história de terror psicológico  intitulada Trauma, com a qual venceu o Prémio MotelX Guiões 2023.
Também em 2023, conquistou o Prémio Literário Maria Rosa Colaço, na modalidade de Literatura Infantil, com o conto A Estranha Criatura que Invadiu a Casa do Sr. Xavier.
Ainda em 2023, escreveu o guião para a curta-metragem Mare Nostrum, selecionado para o projeto Novos Argumentos, organizado pelo festival short/age – Shortfilms for a New Age.
Em 2024, escreveu a curta-metragem Holofote, realizada por Camila Ciardi e nomeada, entre outros, para o Prémio MotelX para Melhor Curta de Terror Portuguesa e o Grande Prémio Joaquim de Almeida do Ymotion, além de ser eleita para competição em festivais de países como Hungria e Bulgária.
Em 2025, escreveu O Meu Nome é Ópera, espetáculo que percorreu várias regiões de Portugal, combinando teatro e música clássica com o objetivo de explorar o papel, tantas vezes menosprezado, das personagens femininas da ópera.

## Trabalhos
| Ano  | Título             | Tipo           | Função    |
| ---- | ------------------ | -------------- | --------- |
| 2024 | Holofote           | Curta-metragem | Argumento |
| 2025 | O Meu Nome é Ópera | Teatro         | Texto     |